# Vallorbe
Vallorbe é uma comuna suíça do cantão de Vaud, no Distrito do Jura-Nord vaudois na Suíça.

## Geografia
Percorrida pelo rio Orbe, afluente do rio Aar, fica entre o dente de Vaulion e o Mont d'Or.

## História
Vallorbe  aparece pela vez num documento de 1139 na Abadia de Romainmôtier. É por essa fronteira, em Abril de 1945, depois de ter obtido dos alemães que o conduzam à Suíça, que o marechal Pétain entra na França.

## Economia
No centro da região relojoeira suíça, além do museu do ferro e do caminho de ferro, as Grotas de Vallorbe são um dos maiores turísticos de mais importância.